# 谷浩弥
谷 浩弥（たに ひろや、1977年7月1日 - ）は、和歌山県日高郡美浜町出身の元プロ野球選手（投手）。右投右打。

## 来歴・人物
南部高校では2年秋に近畿大会へ出場。1年下に濱中治も投手を務めていた。卒業後は兵庫県の社会人野球・田村コピーに入社してサイドスローに転向。1999年の都市対抗野球では小西酒造で同じ補強選手の三井浩二の後を受けて登板。4ヵ国地域国際大会では日本代表。同年のドラフト会議で読売ジャイアンツを2位で逆指名し入団。
2002年はイースタン・リーグで13勝を挙げ、最多勝に輝く。日本代表としてインターコンチネンタルカップやアジア大会にも出場した。2003年、1軍初登板を果たすも結果を残せず2試合の登板にとどまる。同年オフに戦力外通告を受け、千葉ロッテマリーンズに移籍した。
しかし、移籍後の1軍登板はなく、2004年オフに再び戦力外通告を受け、引退した。
入団前の逆指名会見の日、当時の巨人・長嶋茂雄監督に「あっ、あの田村君ね」と言われてしまい、11月の入団会見では「長嶋監督に早く名前を覚えてもらえるよう頑張ります」と挨拶した谷だったが、その後も長嶋からは「田村君」と呼ばれ続けていたとのこと。

## 詳細情報

### 年度別投手成績
| 年 度     | 球 団     | 登 板 | 先 発 | 完 投 | 完 封 | 無 四 球 | 勝 利 | 敗 戦 | セ 丨 ブ | ホ 丨 ル ド | 勝 率 | 打 者 | 投 球 回 | 被 安 打 | 被 本 塁 打 | 与 四 球 | 敬 遠 | 与 死 球 | 奪 三 振 | 暴 投 | ボ 丨 ク | 失 点 | 自 責 点 | 防 御 率 | W H I P |
| --------- | --------- | ----- | ----- | ----- | ----- | -------- | ----- | ----- | -------- | ----------- | ----- | ----- | -------- | -------- | ----------- | -------- | ----- | -------- | -------- | ----- | -------- | ----- | -------- | -------- | ------- |
| 2003      | 巨人      | 2     | 0     | 0     | 0     | 0        | 0     | 0     | 0        | --          | ----  | 13    | 1.2      | 5        | 2           | 3        | 1     | 0        | 0        | 3     | 0        | 7     | 7        | 37.80    | 4.80    |
| 通算：1年 | 通算：1年 | 2     | 0     | 0     | 0     | 0        | 0     | 0     | 0        | --          | ----  | 13    | 1.2      | 5        | 2           | 3        | 1     | 0        | 0        | 3     | 0        | 7     | 7        | 37.80    | 4.80    |

### 記録
- 初登板：2003年6月6日、対横浜ベイスターズ12回戦（横浜スタジアム）、6回裏に2番手で救援登板、1回3失点

### 背番号
- 38 （2000年 - 2003年）
- 63 （2004年）